# Discorso di Hailé Selassié alla Società delle Nazioni (1936)

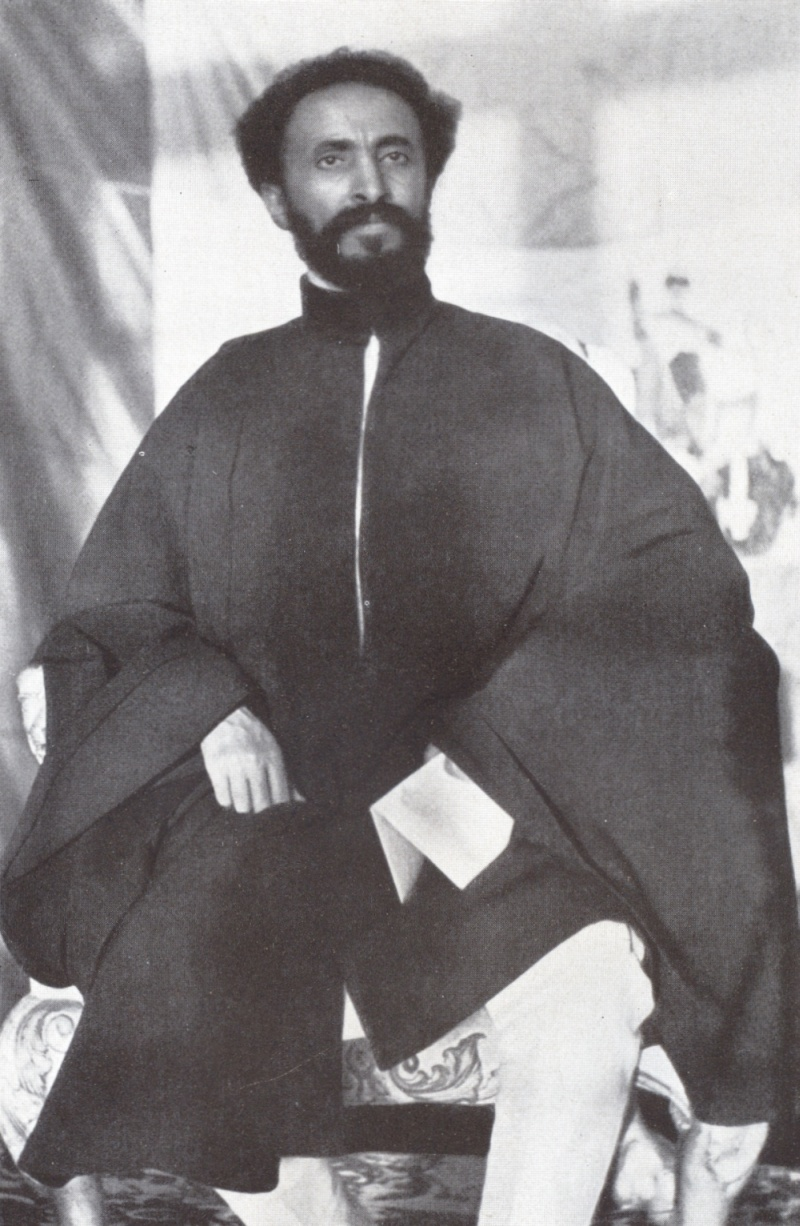
Hailé Selassié Imperatore d'Etiopia

L'imperatore d'Etiopia Hailé Selassié, il 12 maggio 1936, all'assemblea della Società delle Nazioni, a Ginevra, pronunciò un discorso di condanna dell'aggressione militare italiana al proprio paese, che l'aveva costretto all'esilio. L'Imperatore, nel suo discorso tenuto in amarico (nonostante conoscesse il francese) denunciò anche l'uso da parte dell'esercito italiano di armi chimiche contro la popolazione etiope.
Hailé Selassié intervenne essendo a capo di uno degli Stati facenti parte dell'organizzazione internazionale sin dal 28 settembre 1923. Il 18 novembre 1935, per aver aggredito un altro stato membro, la Società delle Nazioni aveva già condannato l'Italia fascista infliggendole sanzioni economiche, approvate da 50 stati, con il solo voto contrario dell'Italia e l'astensione di Austria, Ungheria e Albania. Le sanzioni consistevano nel divieto di esportazione all'estero di prodotti italiani e vietavano all'Italia di importare materie prime, armi e di ricevere crediti.

## Presupposti

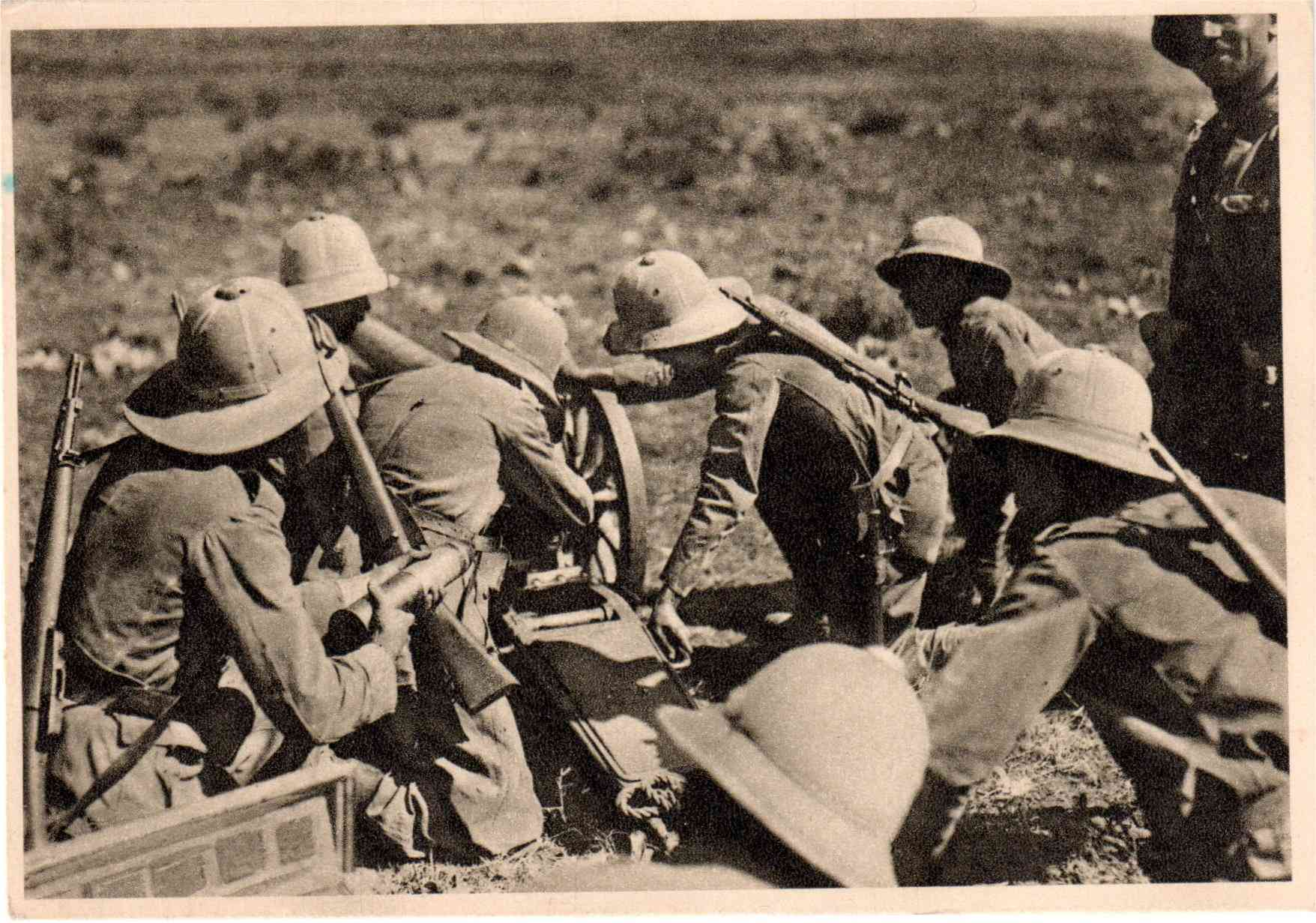
Artiglieri italiani in azione durante la Guerra d'Etiopia

Il 3 ottobre 1935, senza una formale dichiarazione di guerra, il generale Emilio De Bono aveva ordinato alle truppe italiane stanziate in Eritrea di attraversare il confine etiopico raggiungendo e occupando rapidamente Adua, Axum e Adigrat. L'attacco italiano all'Etiopia violava l'articolo XVI dello statuto della Società delle Nazioni, sottoscritto da entrambi gli Stati:
Il 6 ottobre 1935 il Consiglio della Società delle Nazioni condannò ufficialmente l'attacco italiano; la condanna fu formalizzata quattro giorni dopo dall'Assemblea, che istituì un comitato composto da diciotto membri incaricati di studiare le misure da prendere contro l'Italia. Il 3 novembre furono approvate le sanzioni discusse dal comitato decidendone l'entrata in vigore il 18.
Il 14 novembre, Mussolini, sostituì De Bono con il maresciallo Pietro Badoglio. Dopo tre mesi di sosta, il maresciallo, con una manovra convergente sostenuta dall'artiglieria e dall'aviazione, riprese l'iniziativa conseguendo la vittoria dell'Amba Aradam (11-15 febbraio 1936) e annientando il grosso dell'esercito etiope (80.000 uomini). Il 28 febbraio era occupata l'Amba Alagi e il 31 marzo, presso il Lago Ascianghi, veniva sconfitta la guardia del corpo del negus.
La difesa di Addis Abeba e del sud del paese si presentò allora molto critica, anche perché il grosso dell'esercito era stato colpito duramente, soprattutto dall'aviazione e dall'artiglieria italiana, con l'uso di gas (Iprite o gas mostarda e fosgene) contro cui gli etiopi non potevano opporre che alcune centinaia di vecchie maschere anti gas, per altro non sempre funzionanti. Si decise di non difendere la capitale e di far fuggire l'imperatore dal paese anche per timore di vedere la città completamente distrutta dall'aviazione.

## Contenuto del discorso

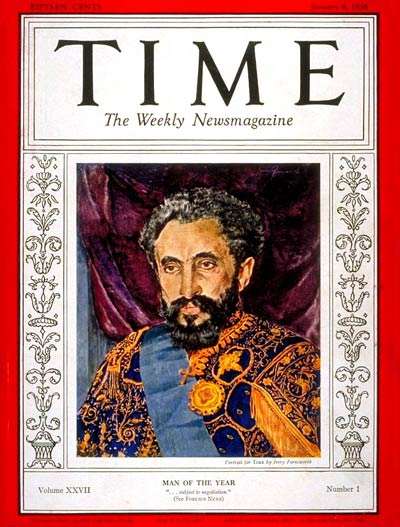
Hailé Selassié proclamato uomo dell'anno per il 1936 dalla rivista Time

Poco prima del compimento della conquista italiana, quindi, Hailé Selassié aveva scelto l'esilio volontario dal suo paese e si recò a Bath, in Gran Bretagna, dopo essere stato per qualche giorno a Gerusalemme. Poi si presentò a Ginevra, per il suo intervento, in assenza della delegazione del governo italiano, appositamente ritirata per l'occasione.
Queste furono i punti fondamentali del discorso dell'imperatore etiope:
(Estratto del discorso di Hailé Selassié alla Società delle Nazioni, 12 maggio 1936.)

## Conseguenze
Il 30 giugno 1936, su pressione dell'Argentina, si riunì un'assemblea speciale della Società delle Nazioni nel corso della quale Hailè Selassiè propose di non riconoscere le conquiste italiane in Etiopia ma la sua proposta fu rifiutata con 23 voti contrari, 1 favorevole e 25 astenuti. Il 4 luglio successivo, nel corso della medesima assemblea dopo poco più di 7 mesi dalla loro promulgazione, la Società delle Nazioni revocò le sanzioni, assestando un colpo mortale alla credibilità della Società stessa.
Tuttavia, la conquista italiana non fu mai formalmente riconosciuta dall'organizzazione internazionale, in quanto il seggio dell'Etiopia in assemblea rimase attribuito ad Hailé Selassié. Fu negata, altresì qualsiasi forma di riparazione, anche morale, richiesta dall'Italia. Per tale motivo, l'11 dicembre 1937, dal balcone di Piazza Venezia, Benito Mussolini annunziò l'uscita dalla Società delle Nazioni.
Si dovette però attendere l'ingresso dell'Italia nella Seconda Guerra Mondiale (10 giugno 1940) perché una delle potenze mondiali, il Regno Unito, si muovesse per liberare l'Etiopia. Le truppe italiane furono respinte verso il centro del paese, con il contributo della resistenza etiopica, sino a giungere alla resa con l'onore delle armi di Amedeo duca d'Aosta sulle alture dell'Amba Alagi.
Il 5 maggio 1941 il Negus Hailé Selassié entrò ad Addis Abeba su un'Alfa Romeo scoperta, preceduto dal colonnello Wingate su un cavallo bianco. Il Negus Neghesti, appena rientrato ad Addis Abeba, esortò tutti gli etiopi a non vendicarsi sugli italiani e a non ripagare loro le atrocità che avevano commesso per cinque anni.
L'Africa Orientale Italiana cessò definitivamente di esistere sotto i colpi dell'esercito britannico nel novembre 1941, con la resa dell'ultimo baluardo di Gondar.
La rinuncia dell'Italia a tutte le sue colonie fu formalizzata con la firma del Trattato di Parigi il 10 febbraio 1947. Con l'Etiopia, anch'essa controparte nella sottoscrizione del trattato di pace, l'Italia concludeva un ininterrotto stato di guerra iniziatosi nel 1935 e, implicitamente, ammetteva l'illegalità dell'annessione effettuata nel 1936, sul piano giuridico internazionale.